# Флауна
Флауна (греч. Φλαούνες) — традиционная кипрская пасхальная выпечка с начинкой из местных сыров, часто в начинку добавляют изюм и мяту, а сверху флаунес посыпают кунжутными семечками. Флауна (тур. Flaounes) готовят и турки-киприоты, как правило, во время рамадана.

## История и традиции
Флауна могут быть любой формы — круглые, квадратные или треугольные. Традиционно эти пирожки пекут в Чистый четверг всей семьёй или даже всей общиной. Флауна для киприотов то же самое, что для славян пасхальный кулич, их едят на Пасху и в течение всей Пасхальной недели.
В Книге рекордов Гиннесса зафиксировано, что самый большой флауна был приготовлен 11 апреля 2012 года в Лимасоле, его длина была 2 м 45 см, ширина 1 м 24 см и вес 259,5 кг.

## Приготовление
По возможности флауна выпекают в традиционных кипрских печах фурно или в обычной духовке, но пирожки приготовленные в печи имеют особый аромат. Особые специи махлепи и мастика придают пирожкам аутентичный вкус, как и местные кипрские сыры. Самое важное это конечно же начинка и её приготовлению уделяется особое значение. Начинку готовят заранее, как минимум за сутки до выпекания смешивают сыр, муку, яйца, дрожжи и оставляют подниматься в холодильнике, а вот специи и изюм, для сохранения аромата, добавляют перед самым приготовлением.